# Кельван (Альборз)
Кельван (перс. کلوان‎) — село на севере Ирана, в остане Альборз. Входит в состав шахрестана Кередж. Является частью дехестана (сельского округа) Адеран бахша Асара.

## География
Село находится в северо-восточной части Альборза, в горной местности южной части Эльбурса, на расстоянии приблизительно 24 километров к северо-северо-востоку (NNE) от Кереджа, административного центра провинции. Абсолютная высота — 2102 метра над уровнем моря.

## Население
По данным переписи 2006 года население села составляло 592 человека (287 мужчин и 305 женщин). В Кельване насчитывалось 156 домохозяйств. Уровень грамотности населения составлял 78,38 %. Уровень грамотности среди мужчин составлял 79,09 %, среди женщин — 77,7 %.